# Random House Tower
La Random House Tower and Park Imperial es un rascacielos de uso mixto de 52 plantas situado en Nueva York, Estados Unidos, que contiene la sede de Random House y unos apartamentos de lujo llamados Park Imperial. La entrada de la editorial es por Broadway y llega hasta la planta 27, mientras que la entrada de los apartamentos está en la Calle 56.
Las dos secciones fueron diseñadas por distintos arquitectos. Skidmore Owings & Merrill diseñó la parte de oficinas, que tiene estructura de acero, mientras que Ismael Leyva Architects y Adam D. Tihany diseñaron la parte residencial, que tiene estructura de hormigón. Las dos secciones no se suceden exactamente una a la otra, sino que se construyeron celosías en las plantas 26 y 27 para transmitir la carga.
Los apartamentos tienen techos de tres metros de altura, y hay cinco áticos de hasta 276 m². Aunque los apartamentos comienzan en la planta 28, las plantas residenciales indican que van de la 48 a la 70. Entre los primeros inquilinos estuvieron P. Diddy y el pitcher de los New York Yankees Randy Johnson.
En la parte superior del edificio hay dos amortiguadores de masa líquidos (los primeros de su tipo en la ciudad) con capacidad para 265 000 y 379 000 litros de agua, diseñados para amortiguar el balanceo del edificio. Se emplean amortiguadores similares en el Citigroup Center, aunque estos están hechos de hormigón.
El complejo se sitúa en una manzana con forma de trapecio entre la Calle 55 y la Calle 56 que sigue el ángulo de Broadway. Tiene retranqueos dentados para mejorar las vistas de Central Park.
Los críticos han observado que las tres torres principales dan la impression de ser tres libros (aunque los arquitectos se refirieron a ellos como "tres cristales deslizantes").
Random House ocupa 59 900 m². El resto contiene 130 apartamentos y 3000 m² de espacio comercial.
Buscando expandir su sede, Random House había planeado originalmente construir una torre en la Calle 45 y Broadway frente a la sede de su empresa matriz Bertelsmann en el 1540 Broadway, con un pasadizo elevado iluminado con neones cruzando la Calle 45 y conectándolos.